# Ángel Suquía Goicoechea
Ángel Suquía Goicoechea (Zaldibia, 2 oktober 1916 - San Sebastián, 13 juli 2006) was een Spaans geestelijke, aartsbisschop van Madrid en kardinaal van de Rooms-Katholieke Kerk.
Hij ontving in het jaar 1940 het sacrament van de priesterwijding. In 1946 promoveerde hij aan de Pauselijke Universiteit Gregoriana in Rome. In 1950 werd hij professor moraaltheologie en dogmatiek aan het seminarie van Vitoria-Gasteiz. Ook was hij hier rector.
In 1966 werd Suquía Goicoechea gewijd tot bisschop van Almería en in 1969 werd hij benoemd tot bisschop van Málaga. In 1973 benoemde paus Paulus VI hem tot aartsbisschop van Santiago de Compostela. In 1983 benoemde paus Johannes Paulus II hem tot aartsbisschop van Madrid en op 25 mei 1985 nam dezelfde paus hem op in het College van Kardinalen. De Gran Madre di Dio werd zijn titelkerk. Van 1987 tot 1993 was hij voorzitter van de Spaanse bisschoppenconferentie.
In 1994 ging hij met emeritaat. Aan het conclaaf van 2005 nam hij niet meer deel omdat hij de leeftijdsgrens van 80 was gepasseerd. Kardinaal Suquía Goicoechea overleed na een langdurige ziekte in 2006 op 89-jarige leeftijd. Hij werd bijgezet in de kathedraal van Madrid.